# Oncaea minuta
Oncaea minuta är en kräftdjursart som beskrevs av Giesbrecht 1892. Oncaea minuta ingår i släktet Oncaea och familjen Oncaeidae. Inga underarter finns listade i Catalogue of Life.